# Gunong Buloh (Sungai Mas)
Gunong Buloh is een bestuurslaag in het regentschap Aceh Barat van de provincie Atjeh, Indonesië. Gunong Buloh telt 82 inwoners (volkstelling 2010).